# Blockskepp

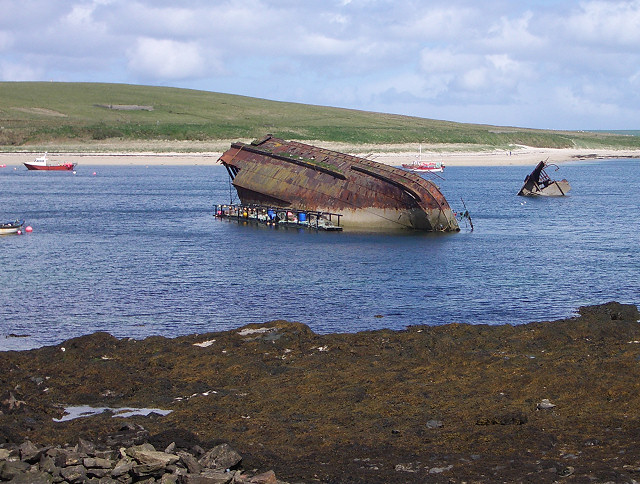
Resterna av ett blockskepp vid Orkneyöarna.

Blockskepp var ett linjeskepp eller annat stort örlogsfartyg som på grund av hög ålder och avslutad tjänst uppankrades för att blockera och försvara inloppet till ett hamnområde. Masterna togs bort och skeppet lades bestyckat likt en skans för att kunna beskjuta fientligt sinnade fartyg som försökte ta sig in. En del blockskepp fick även fungera som fångskepp, sjukskepp eller vara örlogsflottans skeppskyrka. Många utdömda, slitna och avtacklade örlogsfartyg som blev blockskepp, sjönk så småningom och ligger nu nere på sjöbotten som bortglömda vrak.
I Karlskrona har man hittat några sådan vrak; ett av dessa är linjeskeppet Blekinge som påträffades 2016. Inom flottans hamnområde som genom minst fyra sekler fått fungera som en skeppskyrkogård ligger också vraket efter Prinsessan Hedvig Sofia med flera.
Några andra kända linjeskepp som under en viss tid fått vara blockskepp är Tapperheten, Livland, Äran och Prins Fredrik Adolf.